# Asesinato de Jordan Davis
El asesinato de Jordan Davis, un afroamericano de 17 años, estudiante de secundaria, ocurrió el 23 de noviembre de 2012, en una gasolinera en Jacksonville, Florida, por Michael David Dunn, un desarrollador de software de 45 años, blanco, luego de una discusión sobre el volumen de la música que Davis y sus amigos escuchaban.
Dunn fue condenado por 3 cargos de intento de asesinato en segundo grado, al disparar a otros tres adolescentes que se encontraban con Davis, y un cargo por disparar contra un vehículo. El jurado no pudo otorgar un veredicto en el primer juicio. En el segundo juicio, Dunn fue hallado culpable del asesinato en primer grado de Davis.

## Tiroteo
El tiroteo de Jordan Davis sucedió en Jacksonville, en el Condado de Duval, alrededor de las 7:30 p. m. Cuatro adolescentes (Leland Brunson, Jordan Davis, Tommie Stornes y Tevin Thompson) se detuvieron en una gasolinera. Stornes dejó el vehículo encendido mientras se dirigía hacia la tienda. Brunson, Davis y Thompson permanecieron dentro de la camioneta escuchando música que fue descripta como "muy ruidosa". Michael Dunn y su prometida Rhonda Rouer estaban estacionados a su lado. Rouer salió del vehículo para comprar papas fritas y vino blanco. Ella testificó que antes de salir del vehículo Dunn le dijo "odio esa música de  matones", aunque Dunn alegó que usó la frase "rap de porquería".
El sonido de la canción que los adolescentes escuchaban ("Beef" de Lil Reese, Lil Durk y Fredo Santana) molestó a Dunn, quien les pidió que bajaran el volumen. Tevin Thompson, quien se encontraba en el asiento de pasajero delantero, inicialmente obedeció, pero Jordan Davis pidió que vuelvan a subir el volumen.
La discusión continuó y un testigo independiente escuchó a Dunn decir "No, no vas a hablarme de esa manera". Dunn, quien tenía un permiso de portación de armas, tomó una pistola de la guantera del vehículo y comenzó a disparar a la puerta de Davis, impactándolo en las piernas, pulmones y aorta. Mientras la camioneta de los adolescentes retrocedía para evadir los disparos, Dunn abrió la puerta de su vehículo y continuó disparando en posición de tirador, testificando luego que todavía temía por su vida, como así también por la de Rouer que estaba a punto de volver al vehículo.
Luego del tiroteo, Stornes condujo la camioneta hasta un estacionamiento cercano y se detuvo, para luego darse cuenta de que Davis estaba "jadeando por aire". Rouer volvió al vehículo de Dunn y regresaron a su hotel en donde ordenaron pizza. Dunn no contactó a la policía. La mañana siguiente, Rouer vio un reporte en las noticias sobre el incidente, en donde indicaban que Jordan Davis había muerto. Dunn testificó que durante el camino de regreso a casa llamó a un vecino que trabajaba como oficial para arreglar una charla con él sobre el tiroteo, pero los registros telefónicos indican que fue su vecino quien realmente lo contactó y Rouer luego testificó que el tiroteo no fue mencionado durante esa llamada. Dunn regresó a su hogar en Satellite Beach el día siguiente a las 10:30 a. m., en donde fue arrestado luego de que un testigo reportara la patente de su vehículo a la policía.
Luego de su arresto, Dunn dijo que Davis lo había amenazado con "una pistola o un palo". La prometida de Dunn dijo que él no le había mencionado un objeto así en ningún momento Los investigadores registraron la camioneta de los adolescentes y no encontraron armas. Los amigos de Davis testificaron que él no podría haber abierto su puerta ya que el seguro para niños estaba colocado. Contrariamente a lo que Dunn dijo de haberle comentado a Rouer sobre un arma varias veces, ella testificó que nunca mencionó un arma, ni esa noche, ni la mañana siguiente.

## Procedimientos legales
Luego de su arresto, Dunn pagó una fianza de 1 millón de dólares y fue liberado.
Poco tiempo luego de la muerte de Davis, sus padres, Ron Davis y Lucy McBath, junto con otros pasajeros del vehículo, llenaron una demanda civil en contra de Dunn por cargos de muerte ilegal y difamación. Fueron representados por John Michael Phillips. Los casos fueron arreglados por un monto desconocido en enero de 2014. La compañía aseguradora de Dunn, Progressive Select, objetó su deber de cubrir la demanda, pero luego esta fue desestimada junto con el arreglo. Durante su juicio, Dunn se declaró "en bancarrota". Usó la mayoría de sus ahorros pagando la fianza de su cargo por asesinato.
Durante los argumentos de cierre de su primer juicio, los abogados de la defensa de Dunn citaron la cláusula de la ley de defensa personal de Florida. El 15 de febrero de 2014, luego de más de 30 horas de deliberación, el jurado halló a Dunn culpable de los tres cargos de intento de asesinato. El jurado no pudo alcanzar un acuerdo en el cargo de asesinato en primer grado, y el juez declaró un juicio nulo sobre ese cargo. La fiscal de Florida, Ángela Corey, dijo que su oficina buscaría realizar un nuevo juicio por este cargo. Los abogados de Dunn subsecuentemente solicitaron que las sentencias de los cargos por los que Dunn ya había sido condenado sean demoradas hasta después del nuevo juicio. Dunn enfrentaba un mínimo de 75 años en prisión por los siguientes cargos: una sentencia mandatorio de 20 años para cada cargo de intento de asesinato en segundo grado, y hasta 15 años por abrir fuegoa a un vehículo.
La selección del jurado para el nuevo juicio de Dunn comenzó el 22 de septiembre de 2014, y los alegatos de apertura ocurrieron el 25 de ese mismo mes. Dunn fue hallado culpable el 1 de octubre de 2014. Dunn fue sentenciado a reclusión perpetua más 90 años de cárcel.
Luego del juicio, los abogados de Dunn llenaron una apelación en la Corte de Apelaciones del Primer Distrito del Estado de Florida. El 17 de noviembre de 2016, su apelación fue negada.

## Reacciones
Un antiguo vecino de Dunn, Charles Hendrix, dijo que no le sorprendía este comportamiento. Hendrix describió a Dunn como arrogante y controlador, indicando que su exesposa le había contado que Dunn era violento y abusivo hacia ella, aunque añadió nunca haber presenciado esto. Hendrix comentó una discusión previa en la que Dunn le había preguntado si conocía a alguien que podría "ocuparse" de una persona que lo había hecho enfurecer en un incidente sin relación, y que Hendrix interpretó el pedido como que Dunn quería enviar un asesino a sueldo para ocuparse de esta persona.
El padre de Davis, Ron, dijo "Estoy en constante contacto con Tracy Martin, el padre de Trayvon e intercambio mensajes con Sybrina (la madre de Trayvon) todo el tiempo. Solo quiero hacerles saber que cada vez que hagamos justicia por Jordan, será justicia para Trayvon, para nosotros." Dijo que tenía muchas ganas de confrontar a Dunn en prisión por el asesinato de su hijo.
Rebecca Dunn, la hija de Michael, defendió la historia de su padre, comentando en una entrevista "él se protegerá a sí mismo y si no vé otra salida más que desenfundar su arma, eso es lo que hará." Describió a Dunn como un "buen  hombre. No es racista. Es muy cariñoso."
La madre de Davis, Lucy McBath, se presentó como candidata para el congreso en el 6.º Distrito Congresional de Georgia, en 2018, bajo una plataforma que incluía reformas sobre la ley de armas; McBath citó el activismo de los estudiantes luego del tiroteo en la Secundaria Stoneman Douglas como una razón para su candidatura. Derrotó a Karen Handel, ganando con 160.139 votos (50.5%) contra los 156.875 votos de Handel (49.5%). En el año 2020, derrotó a Handel nuevamente en la reelección de segundo término.

## Documentales
En enero de 2015, el documental 3 ½ Minutes, 10 Bullets se estrenó en el Festival de Cine de Sundance. El documental, dirigido por Marc Silver, explora el tiroteo, el juicio y la ley de defensa personal de Florida. El documental ganó el primer lugar en la Premiación de Jurado Especial Documental de Estados Unidos. La distrubición del filme fue vendida a HBO.
La historia de Davis también aparece en el documental de 2015, "The Armor of Light" (La Armadura de la Luz), el debut direccional de la heredera de Disney, Abigail Disney. El filme sigue a Rob Schenck, un ministro evangélico provida, a Lucy McBath y al abogado John Michael Phillips mientras interactúan por años luego del tiroteo. El filme debate sobre la cuestión "¿es posible ser pro-armas y pro-vida?" The Armor of Light" debutó en el Festival de Cine de Tribeca en abril de 2015 antes de ser lanzado a los cines  el 30 de octubre de 2015.